# Real Vigo Sporting

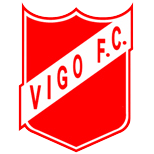
Logo

Real Vigo Sporting is een voormalige Spaanse voetbalclub uit Vigo in de regio Galicië. 

## Geschiedenis
In het seizoen 1906/1907 werd Real Vigo Sporting voor het eerst kampioen van Galicië. Een jaar later volgde het hoogtepunt in de historie van de club, toen de finale van de Copa del Rey van 1908 werd bereikt. Real Madrid was echter met 2-1 te sterk. In 1923 fuseerde Real Vigo Sporting met stadsgenoot Real Club Fortuna de Vigo tot Celta de Vigo, een club die later in de Primera División zou spelen. 

## Erelijst
- Copa del Rey: finalist 1914
- Winnaar Kampioenschap van Galicië: 1907, 1908, 1914, 1917, 1918, 1919, 1920, 1923